# Hispo macfarlanei
Hispo macfarlanei là một loài nhện trong họ Salticidae.
Loài này thuộc chi Hispo. Hispo macfarlanei được Fred R. Wanless miêu tả năm 1981.